# Iwen de Béarn
Iwen de Béarn (ur. ok. 1355, zm. 31 stycznia 1392) – francuski rycerz.
Iwen de Béarn urodził się ok. 1355 roku jako nieślubny syn Gastona III, hrabiego Foix i wicehrabiego Béarn i Marsan oraz nieznanej z imienia matki. Imię otrzymał na cześć bohatera powieści rycerskiej Iwen, czyli rycerz z lwem Chrétiena de Troyes. Był ulubionym dzieckiem swojego ojca, odebrał staranne wykształcenie rycerskie. Należał też rady przybocznej hrabiego.
W 1380 roku Iwen udaremnił próbę zamachu na życie ojca, który usiłował za pomocą trucizny przeprowadzić syn hrabiego, Gaston młodszy. Zamachowiec przyznał, że został do tego namówiony przez rodzinę swojej matki, którą hrabia oddalił. Obecnie udział rodziny hrabiny Agnieszki jest kwestionowany. Gaston młodszy zginął wkrótce z rąk ojca w ataku szału. Od czasu śmierci jedynego ślubnego syna hrabia zaczął szukać możliwości uczynienia swoim dziedzicem Iwena.
Iwen był uczony na wybitnego rycerza i wodza, a po raz pierwszy swoich umiejętności dowódczych dowiódł latem 1381 roku, gdy pobił trzykrotnie silniejsze oddziały bezrobotnych najemników, którzy przeszli przez ziemie hrabiego Foix.
Po niespodziewanej śmierci Gastona III, Iwen podjął próbę przejęcia dziedzictwa ojca, ale zakończyła się ona porażką wobec oporu mieszczan. Dziedzicem Foix został wicehrabia Mateusz de Foix-Castelbon, a Iwen otrzymał pieniężną rekompensatę. Wkrótce potem został dworzaninem króla Francji Karola VI, z którego polecenia organizował życie dworu zapewniając rozrywki w postaci balów, wyścigów i turniejów.
29 stycznia 1392 roku miał miejsce ślub jednej z dam dworu, zgodnie z pomysłem Iwena król i kilku dworzan przebrało się w stroje "dzikich ludzi", którzy mieli upozorować porwanie panny młodej. W wyniku wypadku stroje dworzan zaczęły się palić. Spośród płonących uratował się jedynie król, inni zaś, w tym Iwen, zmarli od poparzeń.